# 瓦房店镇
瓦房店乡，是中华人民共和国辽宁省朝阳市凌源市下辖的一个乡镇级行政单位。

## 行政区划
瓦房店乡下辖以下地区：
小榆树林子村、大德庄村、瓦房店村、兴隆沟村、三家村、申杖子村和李杖子村。